# Młodów (województwo małopolskie)
Młodów – wieś w Polsce położona w województwie małopolskim, w powiecie nowosądeckim, w gminie Piwniczna-Zdrój. Graniczy: od pn. z gminą Rytro (Obłazy Ryterskie, Roztoka Ryterska), od pd. z miastem Piwniczna-Zdrój, a od wschodu z Głębokim i Suchą Strugą (gm. Rytro).
Leży ok. 5 km na pn. od Piwnicznej, na stokach Kordowca (763 m n.p.m.), przy drodze krajowej nr 87 i linii kolejowej Tarnów – Leluchów, u ujścia Młodowskiego Potoku do Popradu. Położona jest na wys. od 350 m n.p.m. do 1001 m n.p.m. (Niemcowa).
Wieś królewska, położona w drugiej połowie XVI wieku w powiecie sądeckim województwa krakowskiego, należała do tenuty barcickiej. W latach 1975–1998 miejscowość administracyjnie należała do województwa nowosądeckiego.

## Historia
Pierwszy zapis dotyczący wsi pochodzi z 1348 r., kiedy to zostaje wymieniona jako istniejącą wieś, w dokumencie lokacyjnym wystawionym dla Piwnicznej-Szyi przez króla Kazimierza Wielkiego (cuius limites erunt incipiendo de Mlodow et Glembokie usque in Narth). Wieś była własnością królewską. Do 1785 r. stanowiła najbardziej na południe wysuniętą cześć starostwa barcickiego i parafii barcickiej. Od połowy XVI w. toczyły się spory o przynależność parafialną. Ostatecznie w I poł. XVIII w. przyłączono Młodów do parafii w Piwnicznej. Od sierpnia 1770 r. wieś znalazła się w granicach monarchii habsburskiej. W lipcu 1785 została włączona do austriackiego skarbu cesarskiego zwanego Kamerą (K.k Cameral Amt).
W czasach autonomii galicyjskiej stanowiła gminę jednowioskową z obszarem dworskim. W latach 90. XIX w. liczyła 190 mieszkańców. We wsi znajdował się młyn, tracz na Potoku Młodowskim i karczma zajezdna (austeryja Witkowskie) przy trakcie węgierskim. Przez jakiś czas do Młodowa zaliczano też Obłazy Ryterskie. W okresie międzywojennym wieś rozwijała się jako małe letnisko. Od 1934 r. była gromadą gminy zbiorowej Piwniczna-Wieś. Podczas II wojny światowej 11 listopada 1943 r. i 15 września 1944 r. Niemcy dokonali tutaj dwóch egzekucji zakładników w odwecie za partyzanckie akcje. Obecnie w miejscu tych tragicznych wydarzeń, od 1992 r. znajduje się pamiątkowy obelisk.
W latach 1954–1972 Młodów był gromadą w GRN Piwniczna-Wieś. Od 1973 Młodów jest sołectwem MiG Piwniczna-Zdrój.
W 1995 r. istniały plany włączenia wsi do reaktywowanej gminy w Rytrze. Ostatecznie Młodów pozostał przy Piwnicznej. A mieszkańcy obsługiwani są przez ryterski urząd pocztowy i korzystają z ryterskiegio ośrodka zdrowia. Od 1981 r. należą do parafii w Głębokiem (po drugiej stronie Popradu).

## Demografia
Ludność według spisów powszechnych, w 2009 według PESEL.
| Rok    | 1900 | 1921 | 1931 | 2002 |
| Liczba | 42   | 45   | 53   | 106  |

| Zwierzęta | Konie | Bydło | Owce | Świnie |
| Liczba    | 4     | 144   | 41   | 42     |